# Ricardo Isaza y Goyechea
Ricardo Isaza y Goyechea (* 7. Februar 1847 in Montevideo; † 28. Juni 1929) war ein römisch-katholischer uruguayischer Geistlicher und Weihbischof in Montevideo.

## Leben
Ricardo Isaza y Goyechea studierte Philosophie und Katholische Theologie am Jesuitenkolleg Inmaculada Concepción in Santa Fe in Argentinien und an der Päpstlichen Universität Gregoriana in Rom. Am 21. Dezember 1872 empfing Isaza y Goyechea in Rom das Sakrament der Priesterweihe für das Apostolische Vikariat Montevideo. Nach der Rückkehr in seine Heimat war er in der Pfarrseelsorge tätig.
Am 17. Februar 1891 ernannte ihn Papst Leo XIII. zum Titularbischof von Anemurium und zum Weihbischof in Montevideo. Der Bischof von Montevideo, Mariano Soler, spendete ihm am 31. Mai desselben Jahres in der Kathedrale von Montevideo die Bischofsweihe. Als Presbyter assistens wirkten Mariano Antonio Espinosa und Nicolás Celidonio Luquese. 1897 bestellte ihn Leo XIII. zum ersten Bischof von Salto. Jedoch konnte Ricardo Isaza y Goyechea aufgrund der unter Präsident Juan Lindolfo Cuestas zunehmenden Spannungen zwischen Kirche und Staat nicht Besitz ergreifen vom Bistum Salto und blieb daher Weihbischof in Montevideo. Vom 15. November 1908 bis 1918 war er zudem Apostolischer Administrator des vakanten Bistums Montevideo. Papst Benedikt XV. ernannte ihn am 19. Juli 1918 zum Titularerzbischof von Stauropolis.
Das Colegio Monseñor Ricardo Isasa in Villa Dolores, einem Stadtteil von Montevideo, wurde nach ihm benannt.